# Valea Frăției, Mureș
Valea Frăției este un sat în comuna Valea Largă din județul Mureș, Transilvania, România.